# Premier League de Suazilandia 2020-21
La Premier League de Suazilandia 2020-21 fue la edición número 45 de la Premier League de Suazilandia. El Young Buffaloes FC fue el campeón defensor.

## Equipos participantes
| Pos.   | Equipo                 | Ciudad     | Estadio                   | Capacidad |
| ------ | ---------------------- | ---------- | ------------------------- | --------- |
| 1      | Young Buffaloes FC     | Mbabane    | Estadio Nacional Somhlolo | 20000     |
| 2      | Mbabane Swallows FC    | Mbabane    | Estadio Nacional Somhlolo | 20000     |
| 3      | Royal Leopards FC      | Mbabane    | Estadio Nacional Somhlolo | 20000     |
| 4      | Moneni Pirates FC      | Nhlangano  | KS II Memorial Park       | 2000      |
| 5      | Green Mamba FC         | Mbabane    | Estadio Nacional Somhlolo | 20000     |
| 6      | Manzini Sundowns FC    | Manzini    | Centro Deportivo Mavuso   | 2000      |
| 7      | Mbabane Highlanders FC | Mbabane    | Estadio Nacional Somhlolo | 20000     |
| 8      | Tambuti FC             | Big Bend   | Estadio Mayaluka          | 1000      |
| 9      | Milling Hostpurs FC    | Manzini    | Centro Deportivo Mavuso   | 5000      |
| 10     | Manzini Sea Birds FC   | Manzini    | Centro Deportivo Mavuso   | 5000      |
| 11     | Manzini Wanderers FC   | Manzini    | Centro Deportivo Mavuso   | 5000      |
| 12     | Malanti Chiefs FC      | Mbabane    | Estadio Nacional Somhlolo | 20000     |
| 13     | Matsapha United FC     | Tabankulu  | Estadio Tambankulu        | 10000     |
| 14     | Black Swallows FC      | Piggs Peak | Killarney Sports Field    | 1500      |
| 1 (SD) | Tambankulu Callies FC  | Tabankulu  | Estadio Tambankulu        | 2000      |
| 2 (SD) | Tinyosi FC             | Mbabane    | Estadio Nacional Somhlolo | 20000     |

## Tabla de posiciones
Actualizado el 13 de agosto de 2021.
| Pos. | Equipo                 | PJ | PG | PE | PP | GF | GC | DG  | Pts. | Clasificado a                                 |
| ---- | ---------------------- | -- | -- | -- | -- | -- | -- | --- | ---- | --------------------------------------------- |
| 1    | Royal Leopards FC (C)  | 30 | 24 | 5  | 1  | 62 | 18 | +44 | 77   | Campeón y Liga de Campeones de la CAF 2021-22 |
| 2    | Young Buffaloes FC     | 30 | 22 | 6  | 2  | 58 | 14 | +44 | 72   | Copa Confederación de la CAF 2021-22          |
| 3    | Mbabane Swallows FC    | 30 | 21 | 6  | 3  | 54 | 19 | +36 | 69   |                                               |
| 4    | Mbabane Highlanders FC | 30 | 13 | 11 | 6  | 41 | 24 | +17 | 50   |                                               |
| 5    | Green Mamba FC         | 30 | 14 | 8  | 8  | 34 | 26 | +8  | 50   |                                               |
| 6    | Manzini Wanderers FC   | 30 | 13 | 11 | 6  | 32 | 24 | +8  | 47   |                                               |
| 7    | Milling Hostpurs FC    | 30 | 10 | 7  | 13 | 33 | 42 | -9  | 37   |                                               |
| 8    | Manzini Sea Birds FC   | 30 | 8  | 12 | 10 | 31 | 36 | -5  | 36   |                                               |
| 9    | Tinyosi FC             | 30 | 8  | 7  | 15 | 29 | 41 | -12 | 31   |                                               |
| 10   | Tambuti FC             | 30 | 6  | 12 | 12 | 30 | 41 | -11 | 30   |                                               |
| 11   | Manzini Sundowns FC    | 30 | 7  | 8  | 15 | 33 | 41 | -8  | 29   |                                               |
| 12   | Tambankulu Callies FC  | 30 | 7  | 7  | 16 | 29 | 37 | -8  | 28   |                                               |
| 13   | Malanti Chiefs FC      | 30 | 7  | 7  | 16 | 25 | 42 | -17 | 28   |                                               |
| 14   | Moneni Pirates FC      | 30 | 8  | 7  | 15 | 25 | 43 | -18 | 28   |                                               |
| 15   | Black Swallows FC (R)  | 30 | 7  | 7  | 16 | 31 | 58 | -27 | 25   | Primera División Nacional 2021-22             |
| 16   | Matsapha United FC (R) | 30 | 5  | 6  | 19 | 22 | 61 | -39 | 21   | Primera División Nacional 2021-22             |